# È difficile essere un dio (romanzo)
È difficile essere un dio (in russo Трудно быть богом - Trudno byt' bogom) è un romanzo di fantascienza dei fratelli Arkadij e Boris Strugackij pubblicato nel 1964. Da esso sono state tratte due pellicole cinematografiche.

## Trama
(Arkadij e Boris Strugackij, È difficile essere un dio)
In un lontano futuro, mentre sulla Terra il comunismo è stato compiutamente realizzato e l'umanità vive prospera e pacifica, gli astronomi scoprono un lontano pianeta abitato da esseri umani il cui stadio di sviluppo socioeconomico corrisponde a quello del medioevo terrestre. Sul pianeta viene quindi inviato un gruppo di osservatori con il compito di studiare da vicino, sotto la supervisione degli storici e degli economisti terrestri, l'evoluzione della società aliena.
Il romanzo racconta dal punto di vista di uno di loro - Anton, noto sul posto come il nobile Don Rumata - il conflitto tra la missione ricevuta - quella di semplice osservatore al quale non è concesso di interferire in modo rilevante con l'evoluzione socio-economica locale - e il progressivo coinvolgimento emotivo e sentimentale nelle drammatiche vicende che sta vivendo il pianeta.
«Incolpare gli eroi di È difficile essere un dio di indifferenza nei confronti degli oppressi significa semplicemente distorcere la verità» (così Ivan A. Efremov, in Komsomol'skaja Pravda, 1966).

## Il ruolo di Anton / Don Rumata
Come ha avuto modo di precisare lo stesso Boris Strugatskij, Rumata e altri personaggi non sono "progressori".
(Intervista a Boris Strugatskij del settembre 2004)

## Adattamenti del romanzo
Nel 1989 il regista tedesco Peter Fleischmann ne ha tratto il film Es ist nicht leicht ein Gott zu sein, una produzione russo-franco-tedesca con la partecipazione di Werner Herzog. L'iniziale collaborazione alla sceneggiatura degli autori del libro si interruppe per disaccordi con il regista.
Dal romanzo fu in seguito tratto un nuovo adattamento cinematografico, Trudno byt' bogom, diretto dal regista russo Aleksei German.
Nel 2008 dall'opera è anche stato tratto un videogioco, sviluppato in Russia dal gruppo Burut.

## Edizioni
- Arkadi e Boris Strugatski, È difficile essere un dio, traduzione di Marco Pensante, Urania n. 1109, Arnoldo Mondadori Editore, 1989.
- Arkadi e Boris Strugatski, È difficile essere un dio, traduzione di Marco Pensante, Urania Classici n. 232, Arnoldo Mondadori Editore, 1996.
- Arkadi e Boris Strugatzki, È difficile essere un dio, traduzione di Marco Pensante, Gli Alianti, Marcos y Marcos, 2005,  p. 239, ISBN 978-88-7168-409-3.
- Arkadij e Boris Strugackij, È difficile essere un dio, traduzione di Diletta Bacci, Gli Alianti, Marcos y Marcos, 2023,  p. 288, ISBN 978-88-9294-134-2.